# Bellardia saur
Bellardia saur är en tvåvingeart som beskrevs av Yu. G. Verves 2004. Bellardia saur ingår i släktet Bellardia och familjen spyflugor.
Artens utbredningsområde är Kazakstan. Inga underarter finns listade i Catalogue of Life.